# Stura di Valgrande
Die Stura di Valgrande ist ein Fluss in der italienischen Region Piemont und ein sekundärer Nebenfluss des Po.
Der Wildbach fließt durch das Bergtal Valgrande, das zu der Region der Lanzotäler gehört.

## Verlauf
Die Quellbäche der Stura di Valgrande entspringen in den Graijischen Alpen am Alpenhauptkamm bei den Gletschern südlich der Levanna occidentale westlich von Forno Alpi Graie. Im Talboden bei dieser Siedlung treffen das Guratal und das lange Seitental Val Sea aufeinander. Aus diesem fließt die Stura di Sea, die ihre Quelle an der Uia di Ciamarella hat, in den Talfluss.
Von dort fließt sie zunächst Richtung Osten durch das enge Tal und an den Ortschaften Campo della Pietra, Groscavallo, Ricchiardi, Pialpetta, Migliere, Bonzo und Breno vorbei. Bei Chialamberto ändert das Valgrande seine Richtung gegen Südosten. Der Fluss passiert die Weiler Gabbi und Ghitta und erreicht die größte Ortschaft des Tales, das Straßendorf Cantoira, wo von links der Seitenbach Vrù in die Stura mündet. Vier Kilometer weiter passiert die Stura di Valgrande unterhalb von Ceres den langen Eisenbahnviadukt der Ceresbahn und die Straßenbrücke der Lanzostraße und vereinigt sich danach mit der Stura di Ala.
Vom 13. bis zum 16. Oktober 2000 richtete das schwere Alpenhochwasser 2000 im Tal große Schäden an.
Im Einzugsgebiet der Stura di Valgrande liegen mehrere kleinere Bergseen.

## Belege
1. ↑  Rapporto sull’evento alluvionale del 13-16 ottobre 2000. Regione Piemonte. Direzione Regionale Servizi Tecnici di Prevenzione. 2000.